# Eois memorata
Eois memorata är en fjärilsart som beskrevs av Walker 1861. Eois memorata ingår i släktet Eois och familjen mätare. Inga underarter finns listade i Catalogue of Life.